# Park Seung-hi
Park Seung-hi (Koreaans: 박승희) (Seoel, 28 maart 1992) is een Zuid-Koreaans voormalig shorttrackster en langebaanschaatsster, ze is tweevoudig olympisch kampioene shorttrack.

## Carrière

### Shorttrack
Reeds op 15-jarige leeftijd reed Park in 2007 op de 500 meter en 1000 meter goede resultaten, zo won ze brons op het wereldkampioenschap shorttrack junioren 2007. In 2010 werd zij wereldkampioene overall in Bulgaarse Sofia. Datzelfde jaar behaalde ze twee bronzen medailles op de Olympische Winterspelen in Vancouver, ze werd derde op zowel de 1000 meter als de 1500 meter.
Vier jaar later in Sotsji voegde ze er nog een bronzen en twee gouden medailles aan toe. Bij het shorttrack op de Olympische Winterspelen 2014 won ze goud op de relay en op de 1000 meter en won brons op de 500 meter.
Op de wereldkampioenschappen shorttrack 2013 en de wereldkampioenschappen shorttrack 2014 won ze nog twee keer zilver overall.

### Langebaan
Na het succesvolle olympische jaar 2014 stapte ze over naar het langebaanschaatsen waar ze zich plaatste voor de wereldkampioenschappen schaatsen afstanden 2015 in Thialf op de 500 meter (21e) en 1000 meter (14e). Tijdens de Olympische Winterspelen in PyeongChang eindigde ze op de 16e plaats op de 1000 meter. Park eindigde twee keer in de top tien in wereldbekerverband over 1000 meter. Op 19 november 2017 won ze in Stavanger de teamsprint met Hyun-yung Kim en Min-seon Kim.
In mei 2018 besloot ze op 26-jarige leeftijd afscheid te nemen van de schaatssport.

## Persoonlijke records
| Afstand    | Tijd    | Datum             | Baan           |
| ---------- | ------- | ----------------- | -------------- |
| 500 meter  | 38,28   | 9 december 2017   | Salt Lake City |
| 1000 meter | 1.14,64 | 10 december 2017  | Salt Lake City |
| 1500 meter | 1.59,50 | 24 september 2017 | Calgary        |

## Resultaten langebaan
| Jaar | WK Sprint                | WK Afstanden       | Olympische Spelen | Wereldbeker        |
| ---- | ------------------------ | ------------------ | ----------------- | ------------------ |
| 2015 |                          | 21e 500m 14e 1000m |                   | 21e 500m 17e 1000m |
| 2016 | 21e (23e, 19e, 22e, 19e) |                    |                   | 51e 500m 36e 1000m |
| 2017 |                          | 18e 500m           |                   | 26e 500m 31e 1000m |
| 2018 |                          |                    | 16e 1000m         | 29e 500m 31e 1000m |

## Familie
Haar zus Park Seung-ju is langebaanschaatsster, en haar broer Park Se-yeong is ook shorttracker. In 2014 kwamen ze alle drie uit voor het team van Zuid-Korea op de Olympische Winterspelen in Sotsji. Park is haar familienaam (achternaam), die in Azië vaak voor de voornaam wordt gebruikt.